# Богієв Вадим Йосипович
Вадим Йосипович Богієв (рос. Богиев Вадим Иосифович, ос. Богъиты Иосифы фырт Вадим; нар. 27 грудня 1970, Цхінвалі, Південно-Осетинська автономна область, Грузинська РСР) — радянський та російський борець вільного стилю осетинського походження, срібний призер чемпіонату світу, триразовий чемпіон Європи, володар, срібний та бронзовий призер Кубків світу, чемпіон Олімпійських ігор. Заслужений майстер спорту Росії з вільної боротьби.

## Життєпис
Боротьбою почав займатися з 10 років, перший тренер — Тимур Санакоєв. Після сьомого класу почав тренуватись у заслуженого тренера РРФСР Маргієва Анатолія Хазбійовича, який запримітив перспективного хлопця в Південній Осетії на одних зі зборів і перевіз його до Москви. У 1988 Вадим став чемпіоном Європи серед юніорів. Того ж року виграв молодіжний чемпіонат світу. Наступного року був другим на чемпіонаті Європи серед молоді. У 1992 році стає чемпіоном СНД, а в 1993 р — чемпіоном Росії. В цьому ж році виграє срібну медаль чемпіонату світу, тричі стає володарем золотої медалі чемпіонату Європи 1994, 1995, 1996 років. На Олімпіаді в Атланті 1996 року Вадим Богієв у рівному поєдинку переміг у фіналі господаря змагань, американця Таунсенда Саундерса. Рахунок після закінчення поєдинку був нічийним 1-1. Перемогу віддали представнику Росії за меншу кількість попереджень за пасивність.
Після перемоги на цих Олімпійських іграх, у віці 26 років Вадим Богіев вирішив залишити великий спорт.
Працює радником керівника Департаменту фізичної культури і спорту міста Москви щодо розвитку спортивної боротьби.

### Державні нагороди
- Орден Дружби (1997).[2]

### Цікавий факт
В Атланті разом з Вадимом Богієвим переможцем Олімпійських ігор з важкої атлетики став і його друг та однокласник по цхінвальській середній школі № 6, з яким вони сиділи за однією партою, Каха Кахіашвілі, який на цій Олімпіаді виступав за Грецію.

## Спортивні результати на міжнародних змаганнях

### Виступи на Олімпіадах
| Змагання                    | Збірна | Вагова категорія          | Місце  |
| --------------------------- | ------ | ------------------------- | ------ |
| Літні Олімпійські ігри 1996 | Росія  | вільна боротьба, до 68 кг | Золото |

### Виступи на Чемпіонатах світу
| Змагання                        | Збірна | Вагова категорія          | Місце  |
| ------------------------------- | ------ | ------------------------- | ------ |
| Чемпіонат світу з боротьби 1993 | Росія  | вільна боротьба, до 68 кг | Срібло |
| Чемпіонат світу з боротьби 1994 | Росія  | вільна боротьба, до 68 кг | 7      |
| Чемпіонат світу з боротьби 1995 | Росія  | вільна боротьба, до 68 кг | 4      |

### Виступи на Чемпіонатах Європи
| Змагання                         | Збірна | Вагова категорія          | Місце  |
| -------------------------------- | ------ | ------------------------- | ------ |
| Чемпіонат Європи з боротьби 1994 | Росія  | вільна боротьба, до 68 кг | Золото |
| Чемпіонат Європи з боротьби 1995 | Росія  | вільна боротьба, до 68 кг | Золото |
| Чемпіонат Європи з боротьби 1996 | Росія  | вільна боротьба, до 68 кг | Золото |

### Виступи на Кубках світу
| Змагання                    | Збірна | Вагова категорія          | Місце  |
| --------------------------- | ------ | ------------------------- | ------ |
| Кубок світу з боротьби 1992 | Росія  | вільна боротьба, до 68 кг | Золото |
| Кубок світу з боротьби 1993 | Росія  | вільна боротьба, до 68 кг | Срібло |
| Кубок світу з боротьби 1995 | Росія  | вільна боротьба, до 68 кг | Бронза |

### Виступи на інших змаганнях
| Змагання                                | Збірна | Вагова категорія          | Місце  |
| --------------------------------------- | ------ | ------------------------- | ------ |
| Всесвітні ігри військовослужбовців 1995 | Росія  | вільна боротьба, до 68 кг | Бронза |

### Виступи на змаганнях молодших вікових груп
| Змагання                                      | Збірна | Вагова категорія          | Місце  |
| --------------------------------------------- | ------ | ------------------------- | ------ |
| Чемпіонат світу з боротьби серед юніорів 1988 | СРСР   | вільна боротьба, до 58 кг | Золото |
| Чемпіонат Європи з боротьби серед молоді 1988 | СРСР   | вільна боротьба, до 57 кг | Золото |
| Чемпіонат світу з боротьби серед молоді 1989  | СРСР   | вільна боротьба, до 62 кг | Срібло |